# Exechia brevifurcata
Exechia brevifurcata är en tvåvingeart som först beskrevs av Freeman 1951.  Exechia brevifurcata ingår i släktet Exechia och familjen svampmyggor. Inga underarter finns listade i Catalogue of Life.